# Salginatobelbrücke

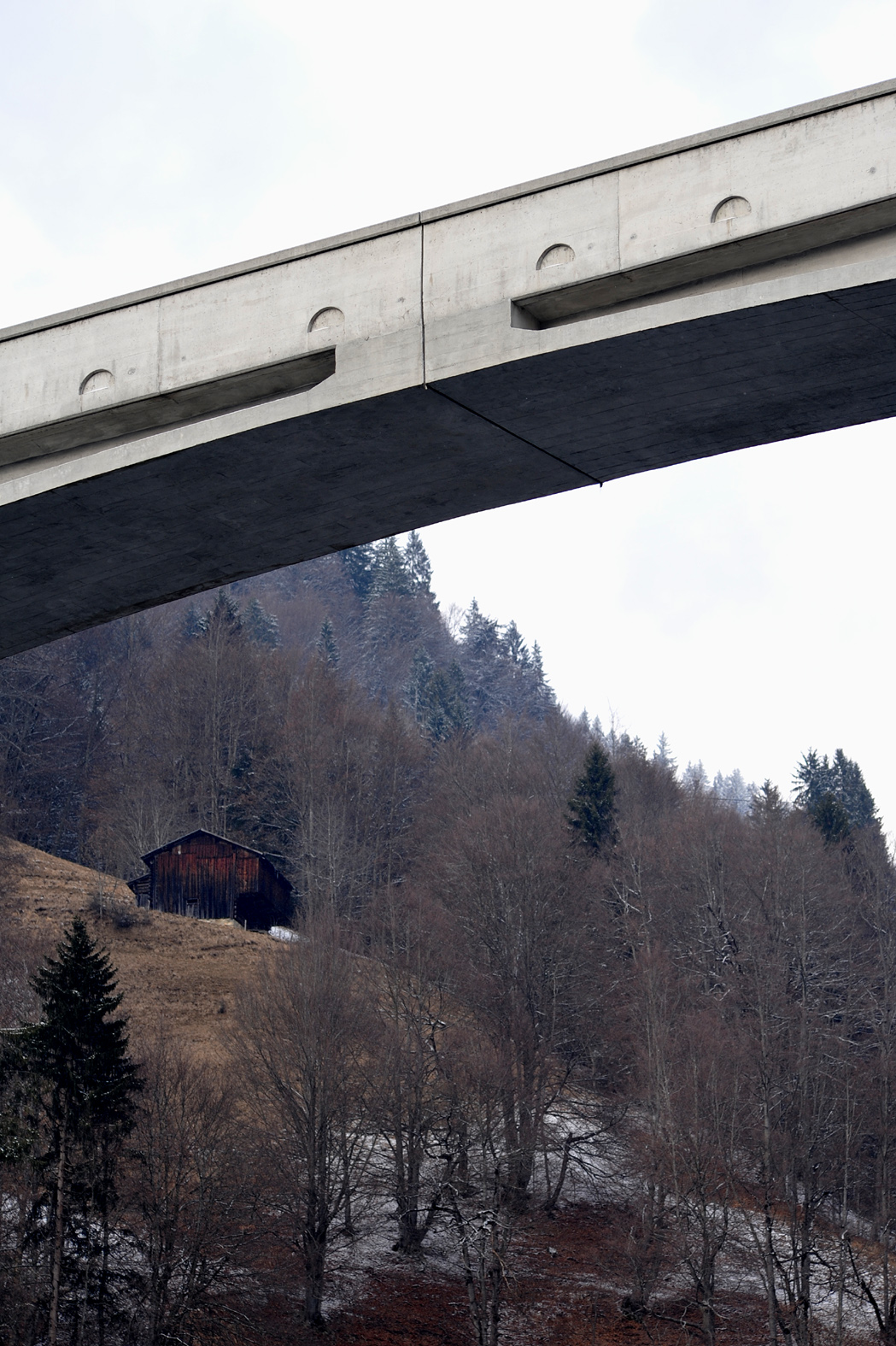
Scheitelgelenk mit Bewegungsfuge

Die Salginatobelbrücke ist eine Strassenbrücke im Prättigau des Kantons Graubünden in der Schweiz zwischen dem Dorf Schiers und dem 1250 m hoch gelegenen Weiler Schuders.
Die von Robert Maillart 1929 entworfene und 1930 fertiggestellte Stahlbetonbrücke gilt als technische und architektonische Meisterleistung der Ingenieurkunst und wird heute an den technischen Hochschulen der ganzen Welt als Lehrobjekt gezeigt. Sie ist ein hervorragendes Beispiel für eine wirtschaftliche und gleichzeitig architektonisch elegante Lösung.

## Lage
Die Salginatobelbrücke liegt im Zuge der Gemeindeverbindungsstrasse von Schiers, einem in 654 Meter Höhe an der Landquart gelegenen Ort mit rund 2600 Einwohnern, nach Schuders, einem aus wenigen Häusern bestehenden, mit knapp 100 Einwohnern bewohnten Weiler in 1250 Meter Höhe. Die Strasse verläuft hoch über dem engen Tal des Schraubaches von Schiers über die Weiler Montagna, Winkel, Unter-Pusserein und Crausch zu der Brücke über den Salginabach, der rund 90 Meter unter ihr in einem engen Tobel zum Schraubach fliesst. Die Poststrasse endet in Schuders.
Seitdem die Brücke ein Ziel für Touristen und Fachleute geworden ist, hat die Gemeinde an der Schrabachtobelstrasse bei der Chalchofä-Hütte Parkplätze und einen informativen Rundweg über die Brücke angelegt.

## Beschreibung
Die einspurige Brücke überquert das Tobel mit einem einzigen Betonbogen, der an den fast senkrechten Felswänden sehr schlank beginnt und langsam stärker wird, bis er nach etwa einem Viertel des Bogens mit der aufgeständerten Brückenplatte verschmilzt. Die Fahrbahnplatte ist übergangslos mit ihrer Begrenzungsmauer verbunden, wodurch die lange gerade Linie über dem Bogen optisch betont wird. Am östlichen Ende ist der Fels so steil, dass die Fahrbahnplatte nur knapp über den Bogen hinausreicht, am westlichen Ende wird sie über dem weniger steilen Hang um sechs aufgeständerte Felder verlängert.
Aus der Nähe ist erkennbar, dass die dünne Bogenplatte an den Widerlagern deutlich breiter als die Fahrbahnplatte ist und sich zur Mitte hin in einer eleganten Kurvenlinie verjüngt, bis sie im Scheitel die gleiche Breite wie die Fahrbahnplatte erreicht hat und mit dieser in einem markanten Block verbunden wird. Auf der Bogenplatte, aber von ihrem Rand deutlich abgesetzt, sind die beiden parallelen Längswände des zunächst offenen Hohlkastens angeordnet, der im Grundriss geradlinig und deutlich schmaler als die Fahrbahnplatte ist. Diese Längswände steigen über drei Brückenfelder in einer gebogenen Linie an, bis sie den Plattenbalken der Fahrbahn erreichen und ab da einen geschlossenen Hohlkasten bilden. Alle sechs Meter dient eine schmale Querwand als Aufständerung der Fahrbahn, wobei die Querwände an ihren Enden zu Pfeilern verstärkt sind, deren Aussenseiten übergangslos mit den Hohlkastenwänden verbunden sind. Lediglich die erste Querwand auf dem Bogenansatz weitet sich nach unten aus, so dass sie fast die Breite der dort ebenfalls breiten Bogenplatte erreicht. Im zweiten und dritten Feld ist zwischen den Querwänden jeweils eine weitere Scheibe eingebaut, die aber nicht über den offenen Hohlkasten hinausragt.
Für den Betrachter ergibt sich daraus eine Vielzahl unterschiedlicher Linien, die ein abwechslungsreiches und architektonisch interessantes Bild einer leichten Brücke vermitteln.

## Technische Einzelheiten
Das gesamte, in Stahlbeton ausgeführte Brückenbauwerk ist 132,30 m lang. Am Scheitelpunkt des Bogens liegt die Fahrbahndecke in 875,72 m Höhe ü. M. Die lichte Höhe über dem Bachbett beträgt (abhängig von der jeweiligen Kieslage) etwa 90 m. Die Fahrbahn hat ein Gefälle von 3 % in westlicher Richtung, so dass sich zwischen den beiden Enden des Bauwerks ein Höhenunterschied von 3,97 m ergibt.
Die Brücke beruht auf dem von Maillart entwickelten System des Dreigelenk-Hohlkastenträgers und des versteiften Stabbogens.
Die Bogenplatte hat eine Spannweite von 90,04 m mit einer Pfeilhöhe von 12,98 m; auch sie liegt im Gefälle, d. h. zwischen den Kämpfergelenken besteht ein Höhenunterschied von 2,70 m. Die Bogenplatte ist an den Kämpfern 40 cm, unter dem geschlossenen Hohlkasten bis zum Scheitel jedoch nur noch 20 cm stark. Im Grundriss ist die Bogenplatte an den Kämpfern 6 m breit und verjüngt sich zum Bogenscheitel auf 3,80 m.
Die 25 cm starken Seitenwände des Hohlkastens sind an den Kämpfergelenken nur etwa 40 cm hoch, werden in den drei offenen Feldern des Zwickels aber rasch grösser und erreichen am vierten Pfeiler ungefähr 3,60 m. Von diesem Pfeiler an sind die Wände fugenlos mit dem Balken der Fahrbahnplatte verbunden. Der dadurch entstehende geschlossene Hohlkasten ist beiderseits des Scheitels jeweils 26,80 m lang und 2,58 m breit; er ist durch Querscheiben unterteilt in einen 8,80 m langen Abschnitt, der am Scheitel nur 1 m hoch ist, sowie in drei weitere, je sechs Meter lange Abschnitte. Die Querscheiben des geschlossenen Hohlkastens sind 10 cm stark. Die Querwände im offenen Zwickel sind 12 cm, 14 cm und 20 cm stark. Sie werden durch Pfeiler begrenzt, die 60 cm breit sind, wobei der Pfeiler auf dem Bogenansatz jedoch 70 cm breit ist. Der offene Hohlkasten und die Querwände samt Pfeiler sind ebenfalls 2,58 m breit.
Die Brückenplatte ist 3,80 m breit. Auf ihr stehen 15 cm starke Begrenzungsmauern, so dass eine Fahrbahnbreite von 3,50 m verbleibt. Sie ist durch zwei Balken verstärkt, die 18 cm breit und bis zu 80 cm tief sind. Die Brückenplatte ragt auf beiden Seiten je 61 cm über den Hohlkasten bzw. die Pfeiler hinaus, trifft sich im Bogenscheitel aber mit der dort gleich breiten Bogenplatte.
Im Bewehrungsplan sind die Lage der Betonstähle und das Scheitelgelenk dargestellt.

## Geschichte
Vor dem Bau der Brücke konnte Schuders nur über einen Saumpfad erreicht werden. Mit dem Bau einer Strasse hatte man erst 1928 begonnen, wobei zu berücksichtigen ist, dass im Kanton Graubünden der Autoverkehr bis 1925 verboten war. Am 12. Juli 1928 veröffentlichte das kantonale Bauamt eine Ausschreibung zum Bau der Salginatobelbrücke. Das Angebot des Unternehmens Florian Prader & Cie., Zürich/Genf für eine von Robert Maillart entworfene Brücke zum Pauschalpreis von 135'000 Franken erwies sich als das preiswerteste der 19 eingegangenen Angebote.
Mit dem Bau des Lehrgerüsts zu einem weiteren Pauschalpreis von 45'000 Franken wurde der angesehene Zimmermann Richard Coray aus Trin beauftragt, der schon die Gerüste des Wiesener Viaduktes, des Langwieser Viaduktes und des Gründjitobel-Viaduktes erstellt hatte. Da Maillart eine sehr dünne Bogenschale geplant hatte, die nach dem Betonieren selbst eine tragende Funktion für den Oberbau übernahm, konnte Coray ein filigranes und leichtes Lehrgerüst vorsehen. Das erforderliche Holz wurde im Gemeindewald geschlagen und von nur sechs Arbeitern anhand einer Stückliste mit 1285 Nummern vorbereitet, mit Löchern versehen, beschriftet, probeweise zusammengefügt und schliesslich mit Pferdefuhrwerken zur Baustelle gebracht. Dort wurden die Balken mit einem kleinen Kabelkran an ihre vorgesehene Position gehoben und von den Zimmerleuten eingebaut.
Die Betonarbeiten begannen 1930 mit der Bogenschale, die ohne Unterbrechung in nur 40 Stunden eingebaut wurde. Dabei musste der Beton von Hand gemischt und mit Schubkarren in gleichen Teilen auf beide Seiten des Bogens gebracht werden. In nur drei Monaten waren die gesamten Betonarbeiten beendet. Mitte August 1930 wurde das Lehrgerüst abgesenkt und die Brücke dem Verkehr übergeben.
Während des Zweiten Weltkriegs wurde an der Brücke ein Sprengobjekt angebracht.

## Rezeption und Auszeichnungen

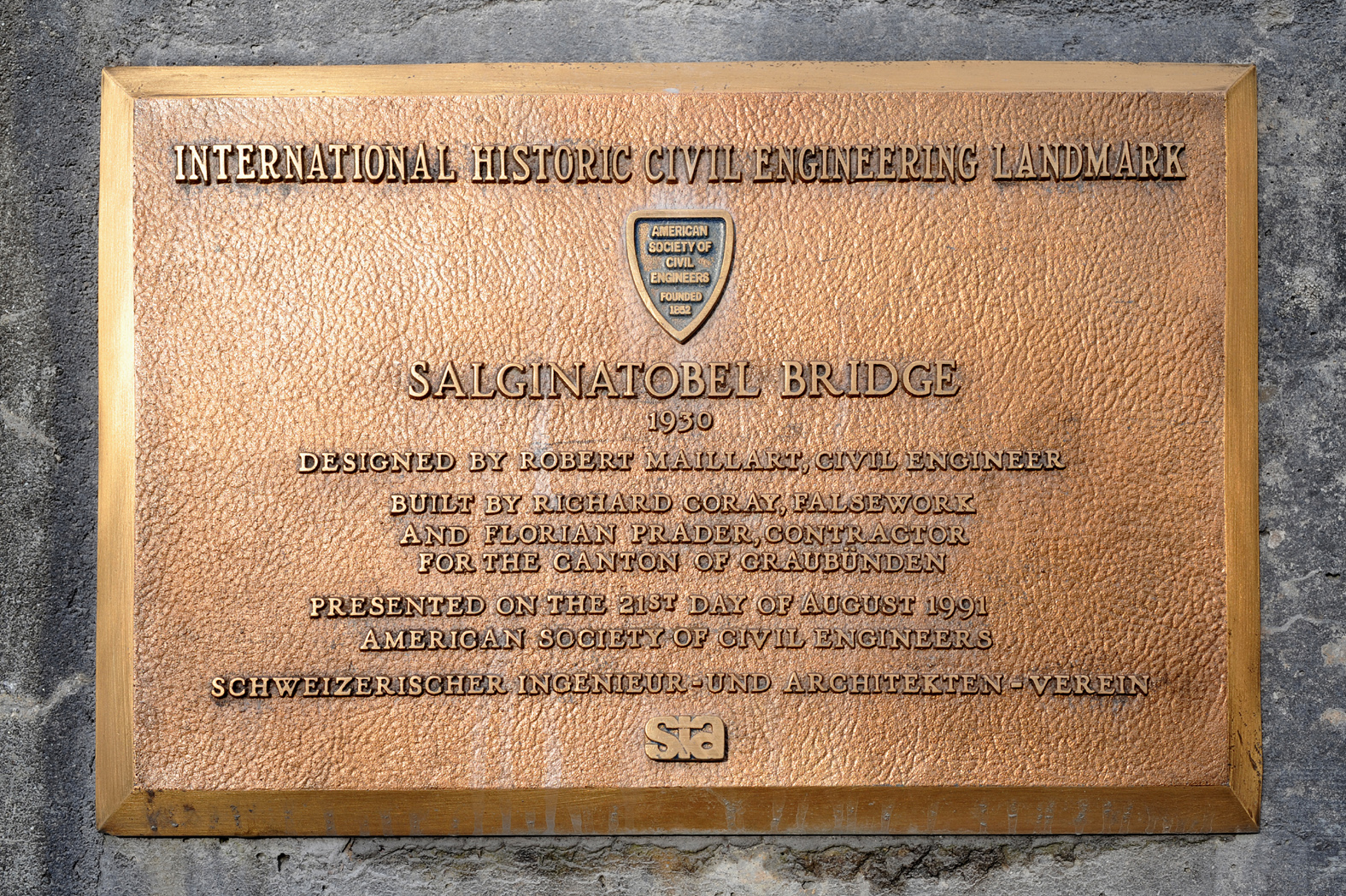
Tafel der ASCE

1991 wurde die Salginatobelbrücke von der American Society of Civil Engineers (ASCE) zum International Historic Civil Engineering Landmark (Meilenstein der Ingenieurbaukunst) ernannt. 1997/1998 wurde die Brücke saniert und dabei die Brüstung erneuert.
Im Jahr 2003 gab es von der Schweizerischen Post in der Serie "Pro Patria" eine Sonderbriefmarke (70 + 35 Rp.) mit dem Motiv der Salginatobelbrücke.
Seit 2017 befindet sich die Brücke auf der Tentativliste des UNESCO-Welterbes der Schweiz.